# Nick Mason’s Fictitious Sports
Nick Mason’s Fictitious Sports – album z udziałem perkusisty Pink Floyd Nicka Masona, wydany w 1981 r.

## Lista utworów
Wszystkie utwory są autorstwa Carli Bley.
1. Can't Get My Motor To Start - 3:35
2. I Was Wrong - 4:11
3. Siam - 4:46
4. Hot River - 5:12
5. Boo To You Too - 3:25
6. Do Ya? - 4:29
7. Wervin' - 3:55
8. I'm A Mineralist - 6:14

## Wykonawcy
- Nick Mason – perkusja, instrumenty perkusyjne, współproducent, inżynier nagraniowy
- Carla Bley – instrumenty klawiszowe, kompozycje, współproducent
- Chris Spedding – gitary
- Steve Swallow – gitara basowa
- Michael Mantler – trąbka, inżynier nagraniowy
- Robert Wyatt – wokal
- Karen Kraft – wokal w "Can't Get My Motor to Start"
- Gary Windo – klarnet tenorowy i basowy, flet, dodatkowy wokal
- Gary Valente – puzon, dodatkowy wokal
- Howard Johnson – tuba
- Terry Adams – pianino w "Boo to You Too", harmonijka i klarnet w "Can't Get My Motor to Start"
- Carlos Ward – dodatkowy wokal
- D. Sharpe – dodatkowy wokal
- Vincent Chancey – dodatkowy wokal
- Earl McIntyre – dodatkowy wokal
- James Guthrie – inżynier, miks
- Hipgnosis – okładka